# トリビュートバンド
トリビュートバンド（tribute band）は、著名な音楽家・バンドなどの業績を讃えるために楽曲演奏やパフォーマンスをするバンドのこと。
トリビュートバンドを含め、同様の活動をするソロの音楽家やグループのことを、総称してトリビュートアクト（tribute act）という。

## 定義
和製英語の「コピーバンド」または、英語の「カバーバンド」（cover band）と基本的に類義語である。しかし、日本では、コピーバンドを超越した存在として期待する報道もあるなど必ずしも同一とは考えられていない。また、英語圏においても、cover bandとtribute bandは別定義のイディオムとする捉え方もある。

### 広義の定義づけ
トリビュート（讃辞、（リスペクト）の意志があり、本家の楽曲やイメージを尊重して演奏しているコピーバンド、カバーバンドであれば、すべて「トリビュートバンド」の条件を満たすという定義。
解散または活動を休止したバンド、亡くなった音楽家の楽曲を演奏するグループ、コピーバンド、カバーバンド、現在活動中の音楽家・バンドの楽曲の演奏をするグループ、コピーバンド、カバーバンドのうちトリビュートバンドを標榜するもの、そして、トリビュートアルバム、トリビュートコンサートのために、トリビュートの対象になる音楽家と何らかの関係や交流のあるプロの音楽家を中心に編成されたバンドがこれに含まれる。

### 狭義の定義づけ
楽曲とステージの忠実な再現をめざす「フルコピーバンド」であることが条件とする定義。
楽曲の完全コピーはもちろん、衣裳や使用楽器、ヘアスタイル、アクション、MC、照明、音響の機材、演出手法なども同じものにして、実際のステージを克明に再現するバンドだけが「トリビュートバンド」を標榜できるという厳格な定義づけである。

## 評価と反応
トリビュートバンドを自認するバンドに対するマスコミ、本家の音楽家・バンド、ファン、著作権者らの評価や反応は様々である。
ファンから見て演奏水準などが「トリビュート」にふさわしいもので、楽曲の著作権者からお墨付きがあっても、マスコミなどからは、そっくりさんとして見られることもある一方、衣裳、ヘア、メイク、アクションなどすべてコピーするものまねタレントと同様の取組みであってもトリビュートアクト、トリビュートバンドとして認められることもある。
海外のバンド・音楽家自らが、トリビュートバンドの実力を認め、交流したり、バンドメンバーの代役を務めさせたりすることもある。プログレッシブ・ロックバンドのイエスは、プロの音楽家としてのキャリアと共にイエスのトリビュートバンドに参加していたベノワ・ディヴィッドとジョン・デイヴィソンを正式メンバーとして加入させている。
一例として、プロとしての活動歴のあるメンバーから編成された、レッド・ツェッペリンのトリビュートバンド「レズ・ツェッペリン」は、2004年の結成以来、高い演奏技術とパフォーマンスを備えたバンドとして、各メディアから大絶賛されており、完全コピーというだけでなく、固有のカラーを打ち出し、CDが2008年に発売された。
日本を拠点として活動していたクイーンのトリビュートバンド「KWEEN」は、クイーンのギタリスト、ブライアン・メイから謝意を表された。
2001年に結成され、ビートルズの曲を独自の味付けでカバーするバンド「ビータリカ」（BEATALLICA）に対しては、ビートルズの版権を持つ会社が、ビートルズの著作権侵害を理由に、ウェブサイトを閉鎖に追い込むなど、権利上のトラブルが起きていたが、ビータリカのファンがウェブサイト閉鎖の撤回を求めて、サイトが復活。2007年7月に1stアルバムがリリースされた。

## プロの音楽家による編成
日本では、トリビュート・アルバムの制作、トリビュートコンサートの開催の際に、プロの音楽家によるバンド結成が多く行われている。一例として、2009年に、プロの音楽家によるトリビュートバンド「忌野清志郎 スペシャル・メッセージ・オーケストラ NICE MIDDLE with New Blue Day Horns」が結成されたことが挙げられる。メンバーは、仲井戸麗市、Leyona、CHARA、甲本ヒロト、真島昌利、トータス松本、UA、Char、ウィルコ・ジョンソン & Norman Watt-Roy、ブッカー・T・ジョーンズ、泉谷しげる。このバンドは、フジロックフェスティバルで2009年7月25日に演奏した。